# Marmorrochen

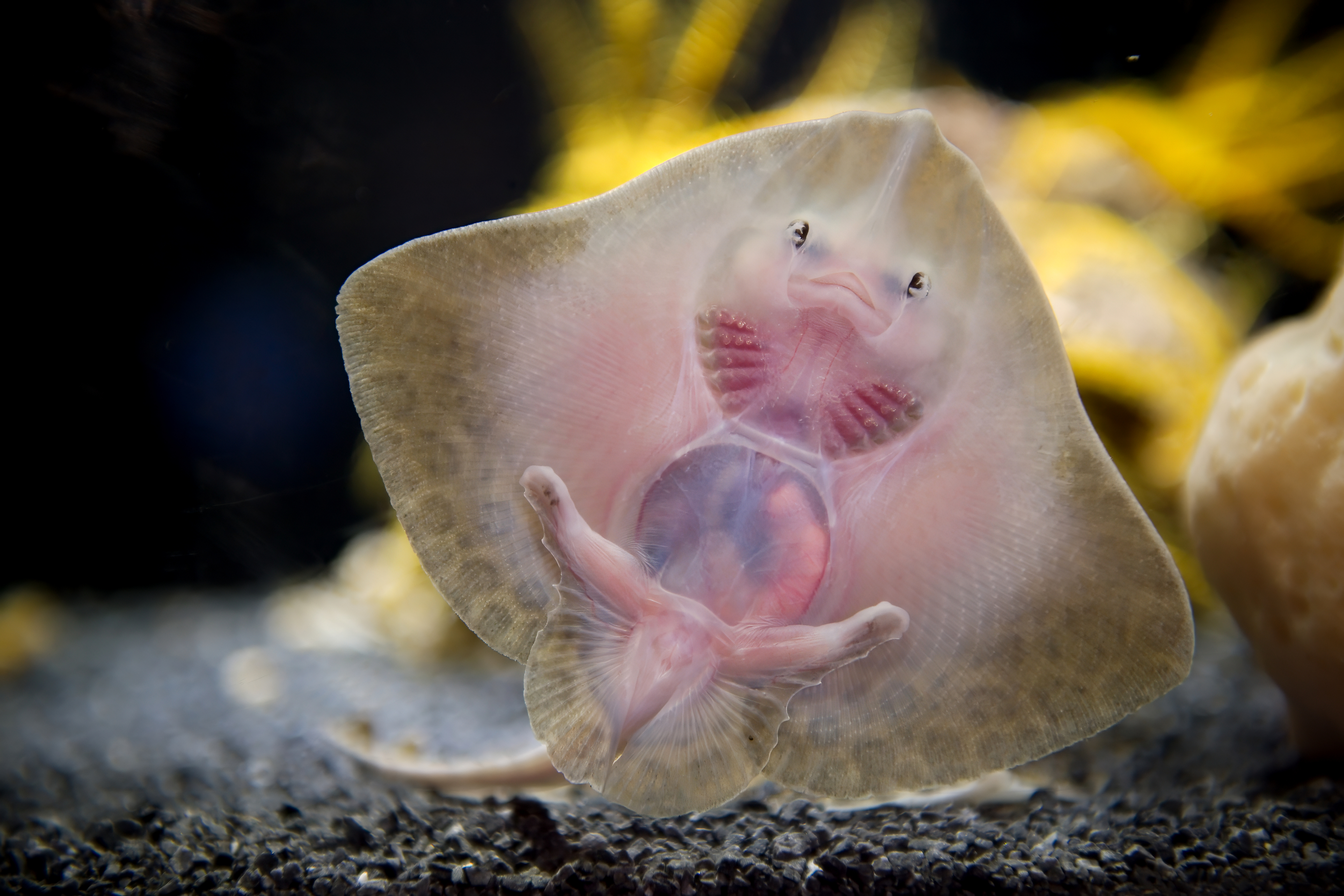
Ein junger Marmorrochen

Der Marmorrochen (Raja undulata) ist eine Rochenart des Nordatlantik und des westlichen Mittelmeeres, die aufgrund des hohen Fischereidrucks als gefährdet angesehen wird.

## Merkmale
Der Marmorrochen erreicht eine Körperlänge von maximal einem Meter. Er hat einen für Rochen typischen abgeflachten Körper. Die Schnauze ist kurz und spitz endend, die Brustflossen sind abgerundet und an der Vorderseite konkav eingebuchtet während die Hinterkante konvex gewölbt ist. Die Rückenseite ist grau bis braun mit dunklen und von kleinen weißen Punkten gesäumten Linien, die Unterseite ist weiß gefärbt.
Die beiden etwa gleich langen Rückenflossen befinden sich am Ende des Schwanzstiels. Auf der Oberseite befinden sich zudem Höcker, die auf der Rückenlinie in einer Reihe angeordnet sind.

## Verbreitung
Der Marmorrochen lebt auf dem Meeresboden im Nordatlantik von der Südküste der britischen Inseln bis in die Biskaya, Algarve, Mauretanien und Senegal sowie im Mittelmeer und um die Kanarischen Inseln.

## Lebensweise
Wie die Mehrzahl der Rochen ist auch der Marmorrochen ein bodenlebender Fisch, wobei er im Schelfbereich bis in Tiefen von 200 Metern auf Sand- und Schlickböden anzutreffen ist. Er ernährt sich vor allem von wirbellosen Tieren wie Krebstieren, Weichtieren und Stachelhäutern.
Die Weibchen legen zwischen März und September große, etwa neun Zentimeter lange und fünf Zentimeter breite Eikapseln mit langen Hörnern an den Ecken ab.

## Gefährdung
In der Roten Liste der IUCN wird der Marmorrochen aufgrund des starken Fischereidrucks, bei dem der Rochen vor allem Beifang darstellt, als „endangered“ (gefährdet) eingestuft. Dabei haben sich die Bestände zwischen 1981 und 2003 um etwa 60 bis 80 % reduziert.

## Belege
1. 1 2 3 4 5  Andreas Vilcinskas: Fische. Mitteleuropäische Süßwasserarten und Meeresfische der Nord- und Ostsee. BLV, München 2000; S. 50, ISBN 3-405-15848-6.
2. ↑  Marmorrochen auf Fishbase.org (englisch)
3. ↑  Raja undulata in der Roten Liste gefährdeter Arten der IUCN 2009.2. Eingestellt von: Coelho, R., Bertozzi, M.,Ungaro. N. & Ellis, J., 2003. Abgerufen am 12. Dezember 2009.